# Justinas Lagunavičius
Justinas Lagunavičius (Kaunas, 4 de setembro de 1924  – Kaunas 15 de julho de 1997) foi um basquetebolista lituano e soviético que integrou a Seleção Soviética na conquista da Medalha de Prata nos XV Jogos Olímpicos de Verão em 1952 realizados em Helsínquia na Finlândia.